# Big Game - Caccia al Presidente
Big Game - Caccia al Presidente (Big Game) è un film del 2014 diretto da Jalmari Helander.
Il film, con protagonisti Samuel L. Jackson e il giovane Onni Tommila, è stato presentato al Toronto International Film Festival 2014 ed è stato distribuito in Italia a giugno 2015.

## Trama
L'Air Force One diretto a Helsinki è bersaglio di un attentato terroristico. Il presidente degli Stati Uniti, che si trova su quel volo, si lancia con la capsula di salvataggio e atterra nei boschi finlandesi. Ad aiutarlo a sopravvivere nella natura selvaggia e agli attentatori che lo vogliono rapire c'è Oskari, tredicenne finlandese mandato nella foresta per dimostrare di essere un uomo.